# 默克萊戰役
默克萊戰役（有時也被稱為默克萊之圍）發生於1896年1月的第一次義大利衣索比亞戰爭期間。義軍在半完成的默克萊要塞（他們於1895年占領）中向衣軍投降，該要塞位於衣索比亞提格雷州北方的一座城市。 
義軍下轄20名軍官，13名士官及150名士兵，同時有1000名阿斯卡利及兩門山砲的支援。經過砲兵兩星期的砲轟後，衣軍成功的切斷了要塞的水源供應，並迫使守軍進而投降。